# Habrothamnus corymbosus
Habrothamnus corymbosus là loài thực vật có hoa trong họ Cà. Loài này được (Schltdl.) Endl. ex Walp. mô tả khoa học đầu tiên năm 1845.